# راینهارت اشتاینبکر
راینهارت اشتاینبکر (انگلیسی: Reinhart Steinbicker; ۳ سپتامبر ۱۹۰۴ – اوت ۱۹۳۵) فیلم‌نامه‌نویس و کارگردان فیلم اهل آلمان بود.

## فیلم‌شناسی
- Invisible Opponent (۱۹۳۳)
- The Oil Sharks (۱۹۳۳)
- تونل (۱۹۳۳, فرانسه)
- The Tunnel (۱۹۳۳, آلمان)
- The Prodigal Son (۱۹۳۴)
- عشق، مرگ و شیطان (۱۹۳۴)
- The Devil in the Bottle (۱۹۳۵)